# Shalfleet
Shalfleet est un village et une paroisse civile de l'île de Wight, en Angleterre.

## Toponymie
Shalfleet est un toponyme d'origine vieil-anglaise qui désigne une ruisseau peu profond, de *sceald et fleot. Sa première mention, en 838, a pour forme Scealdan fleote. Dans le Domesday Book, compilé en 1086, le village est mentionné sous le nom Seldeflet.

## Géographie
Shalfleet se situe dans l'ouest de l'île de Wight, près de l'embouchure du Caul Bourne (en), un ruisseau de 5 km de long qui se jette dans le Solent. Le village est traversé par la route A3054 et se trouve à 6 km à l'est de Yarmouth et à 10 km à l'est de Newport.
Pour les élections à la Chambre des communes, Shalfleet est rattaché, comme le reste de l'île de Wight, à la circonscription d'Isle of Wight.

## Histoire

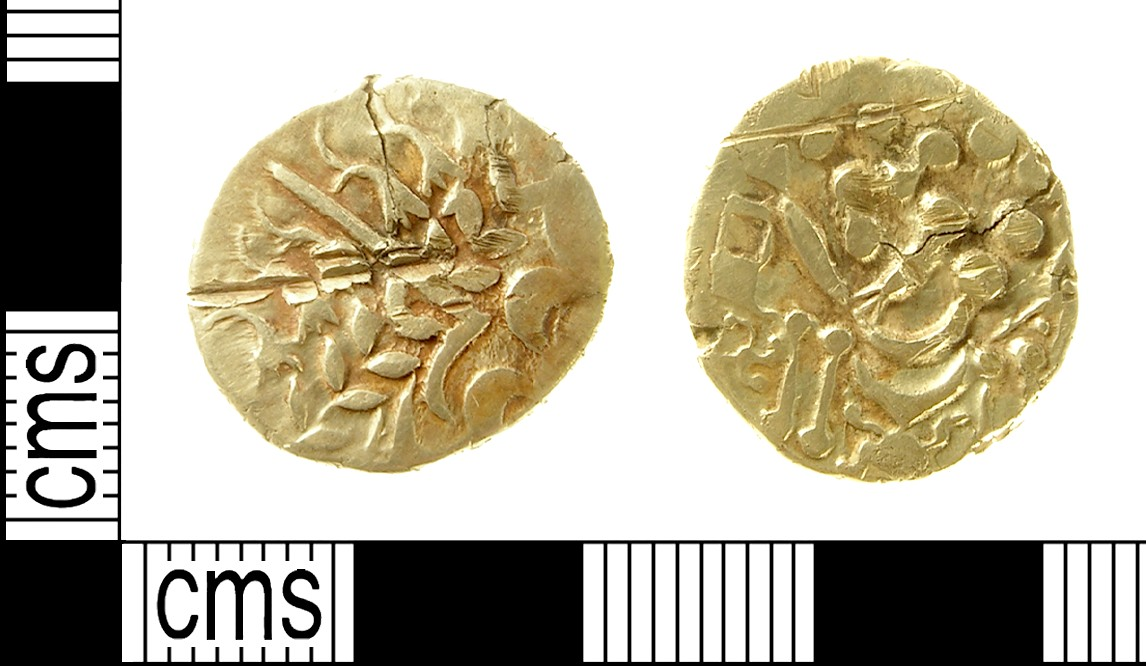
Le statère du trésor de Shalfleet.

En août 2009, trois détectoristes découvrent un trésor de l'âge du fer enfoui non loin de Shalfleet. Il se compose de quatre lingots d'argent de forme arrondie, six petits morceaux d'argent et un statère en or du peuple des Durotriges frappé entre 80 et 50 av. J.-C.
La première mention écrite de Shalfleet figure dans une charte du roi du Wessex Ecgberht. Rédigée en 838, elle enregistre une donation du roi à l'évêque de Winchester d'un terrain de 40 hides situé à Shalfleet.
Le Domesday Book, compilé en 1086, indique que la population de Shalfleet se monte alors à 40 feux. Le revenu annuel du village est estimé à 15 livres, contre 20 avant la conquête normande de l'Angleterre. Le seigneur local en 1086 est un certain Jocelyn, fils d'Azur.

## Démographie
Au recensement de 2011, la paroisse civile de Shalfleet, qui comprend également les villages et hameaux de Bouldnor (en), Cranmore (en), Hamstead (en), Newbridge (en), Ningwood (en), Shalcombe (en), Thorley Street (en) et Wellow, comptait 1 546 habitants.
| Année | Population |
| ----- | ---------- |
| 1801  | 626        |
| 1811  | 709        |
| 1821  | 878        |
| 1831  | 1 049      |
| 1841  | 1 218      |
| 1851  | 1 245      |
| 1881  | 1 050      |
| 1891  | 887        |
| 1901  | 798        |
| 1911  | 822        |
| 1921  | 835        |
| 1931  | 893        |
| 1951  | 1 117      |
| 1961  | 1 136      |
| 2011  | 1 546      |

## Culture locale et patrimoine
L'église paroissiale de Shalfleet est dédiée à l'archange Michel. Sa partie la plus ancienne est sa tour, qui remonte aux années 1070, tandis que le reste du bâtiment date de la fin du Moyen Âge et du milieu du XVIIIe siècle. Elle constitue un monument classé de grade I depuis 1967.